# Echekrates z Tesalii
Echekrates (Ἐχεκράτης; III w. p.n.e.) – żołnierz pochodzący z Tesalii. Był jedną z osób, które ministrowie Ptolemeusza IV Filopatora zatrudnili do werbunku i podziału na kompanie armii egipskiej w czasie przygotowań do wojny z Antiochem Wielkim w 219 p.n.e. Powierzono mu dowództwo nad Grekami na żołdzie Ptolemeusza i nad całą najemną kawalerią. Był dobrym dowódcą, wyróżnił się zwłaszcza w bitwie pod Rafią w 217 p.n.e. Informacje o nim przekazał Polibiusz [Polyb. V, 63, 65, 82, 85].